# Мана Парпулова
Мана Стоянова Парпулова е българска художничка – график, живописец, илюстратор.

## Биография
Родена е на 7 април 1925 година в град Панагюрище. През 1952 година завършва Националната художествена академия в класа на проф. Илия Бешков. Графична техника учи при Павел Вълков. Твори в жанровете пейзаж, портрет, битова композиция, плакат, книжна илюстрация; работи с техниките литография, перо и туш. Още от 1953 година започва да участва в общи художествени изложби в България и чужбина, както и в национални изложби на книжната илюстрация.
През 1962 – 1963 година Мана Парпулова работи в списание „Жената днес“, през 1965 година – в Агенцията за защита на авторското право, а между 1969 и 1973 година – в списание „Пламък“. Илюстрира и много детски книги, сред които:
- 1953 – „Васил Левски“, Камен Калчев;
- 1955 – „За малките“, Дора Габе;
- 1960 – „Какво вижда слънцето“, Дора Габе;
- 1964 – „Стихотворения за деца“, Петко Славейков;
- 1968 – „Сладкопойна чучулига“, Цоньо Калчев;
- 1971 – „Ането“, Ангел Каралийчев;
- 1971 - „Дядо, баба и внуче“, Народни приказки
- 1974 – „Детска градина 105“, Леда Милева;
- 1977 – „Огрей, огрей, Слънчице“, Петко Славейков;
- 1978 – „Китка“, Петко Славейков;
- 1979 – „Кладенче“, Атанас Душков;
- 1982 – „Щъркел шарен дългокрак“, Чичо Стоян; и други.[1]

Парпулова твори и в областта на приложните изкуства с авторска бижутерия от мед и сребро и цикъл от 42 кукли в родопски, добруджански и тракийски носии.
Нейни творби са притежание на Националната художествена галерия, Софийската градска художествена галерия, художествени галерии в Благоевград, Бургас, Видин, Враца, Габрово, Добрич, Кюстендил, Момчиловци, Пазарджик, Панагюрище, Стара Загора, Хасково.
Мана Парпулова е носител на няколко награди на Съюза на българските художници: II награда за живопис за 1958 г., III награда за литография за 1959 г., I награда за илюстрация за 1965 и 1977 г., наградата за илюстрация „Борис Ангелушев“ за 1980 г. От 1970 година носи званието „заслужил художник“. През 1975 г. е наградена с орден „Кирил и Методий“ I степен. Обявена е за почетен гражданин на Панагюрище.